# James Bolton
James Bolton (1750 – 1799) è stato un naturalista e illustratore inglese.

## Biografia
Dilettante e autodidatta, visse a Halifax, nello Yorkshire; buon disegnatore, aveva una bella collezione di farfalle, uccelli e piante. Sembra sia stato un commerciante di tessuti.
Bolton è noto per la sua opera An History of the Fungusses Groving About Halifax (Huddersfield 1788-1791), quattro volumi che l'autore dedicò a Henry Noel, sesto conte di Gainsborough.
Nell'opera sono inserite 182 tavole a colori, disegnate dall'autore, nelle quali sono raffigurate 231 specie di funghi, molte delle quali fino ad allora sconosciute. Era socio della Linnean Society di Londra sotto il cui patronato era stato pubblicato il suo lavoro.
An History, per il suo valore iconografico, è considerata tra le migliori pubblicazioni del XVIII secolo. Il manoscritto originale fu acquistato da Shear ed è conservato nella biblioteca del Dipartimento di Agricoltura di Washington. L'opera, della quale furono tradotti in tedesco da Wildenow solo i primi tre volumi dal 1795 al 1799, fu completata dai fratelli Nees von Esembeck nel 1820, col titolo Geschichte der Merkwurdigsten Pilze.

## Opere

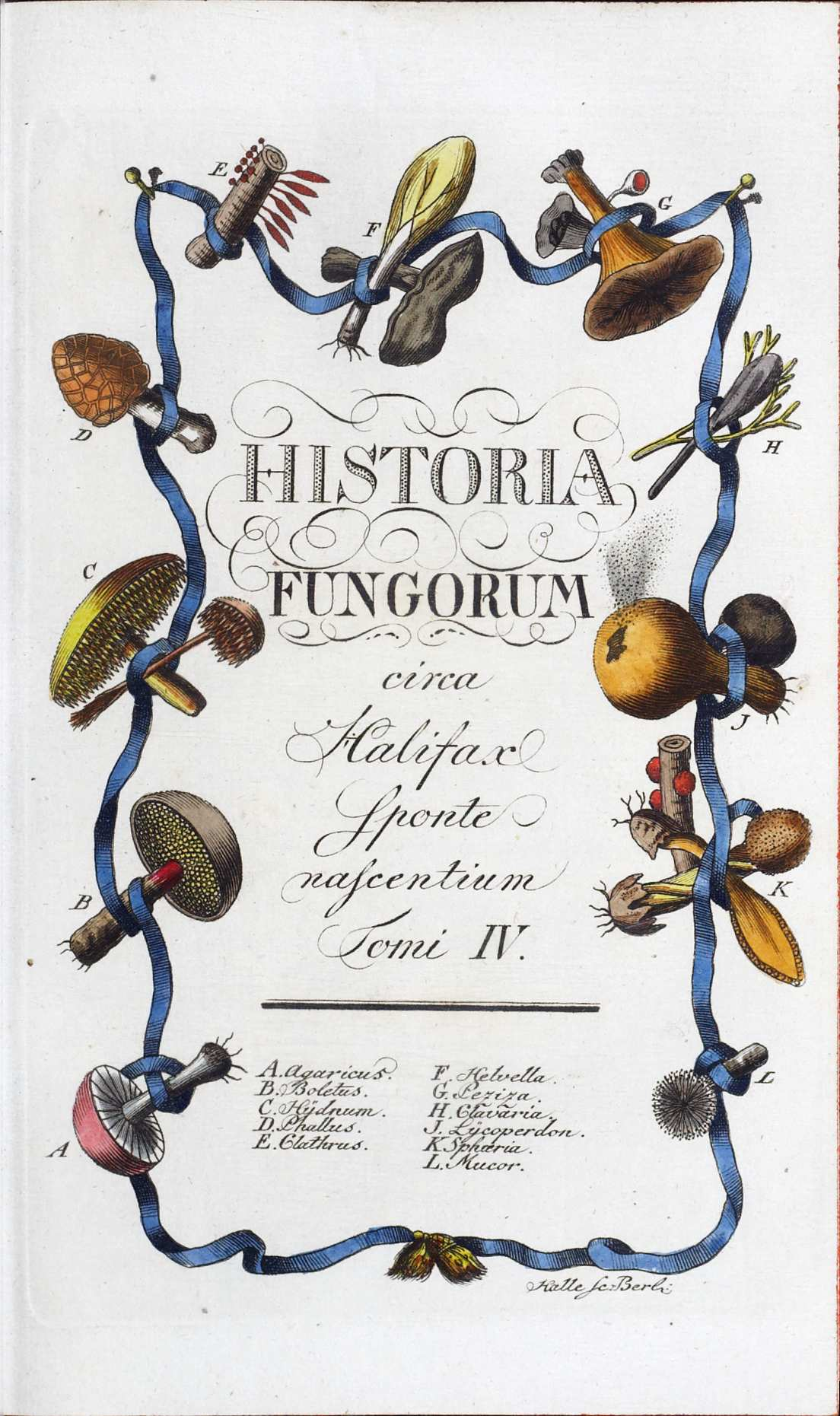
Frontespizio dell'edizione tedesca del 1795 di An History of Fungusses

- (EN) Filices britannicae, Leeds, John Binns, 1785.
- An History of Fungusses, Groving About Halifax, 4 voll., Huddersfield, 1788-1791.
  - (DE) Geschichte der merckwurdigsten Pilze [An History of Fungusses, Groving about Halifax], vol. 1, Berlin, Pauly, 1795.
  - (DE) Geschichte der merckwurdigsten Pilze, vol. 2, Berlin, Pauly, 1797.
  - (DE) Geschichte der merckwurdigsten Pilze, vol. 3, Berlin, Pauly, 1799.
  - (DE) Geschichte der merckwurdigsten Pilze, vol. 4, Berlin, Pauly, 1820.